# Лодія

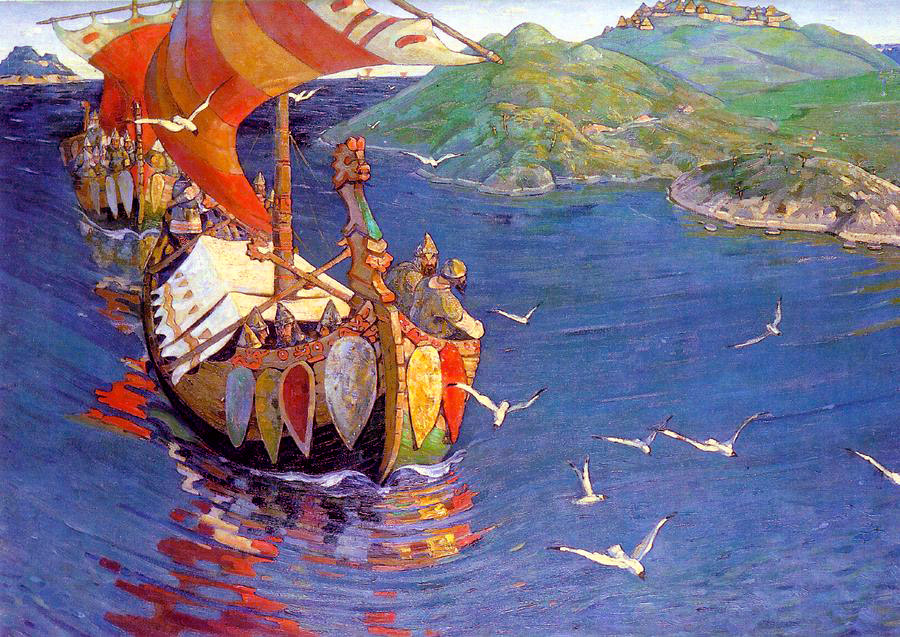
Варязька лодія на картині М. К. Реріха

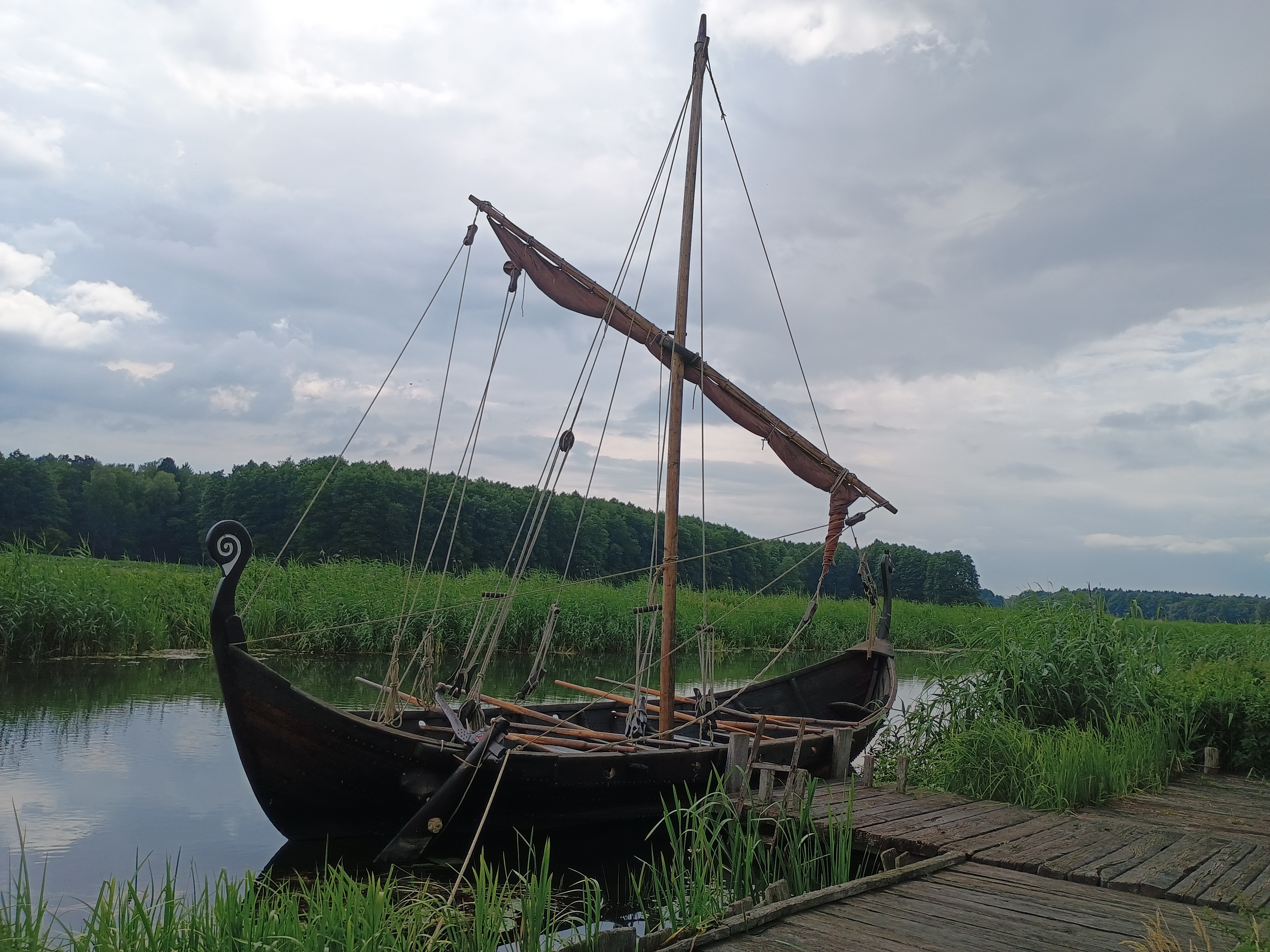

Лодія, лодья (д.-рус. лодья — «човен») — морське та річкове судно давніх часів, яке пересувалось як на веслах так і за допомогою вітрила.

## Загальний опис
Літописи розповідають про кілька типів суден: човен, ладя, які відрізнялися одне від одного за розмірами. Пізніше слов'янські князі не задовольнялися запозиченими у варягів ладдями, і вдосконалювали морські судна свого флоту до великих кораблів, які могли конкурувати з візантійськими галерами. 
Так, у 1151 році за київського князя Ізяслава Мстиславовича було побудовано військовий корабель, який з однаковим успіхом використовувався в десантних операціях як на річках, так і на морі, а його характерною особливістю була суцільна крита палуба, що прикривала гребців зверху. Корабель міг рухатися як веслами так і  вітрилами, і він мав стати лідером морських десантних операцій. У цей час у Київській державі з'являються два центри мореплавства і суднобудування — Київ і Новгород, з'являється виробництво унітарних вузлових деталей, кріплень, обшивки, носових частин, бантів, гаків, уключин, з'являється прототип «транспортера» для збирання військових десантних кораблів для бою.

## Етимологія
Слово лодія, лодья має те ж саме походження, що й лодь, лодка. Споріднене з біл. і рос. лодка, ладья (останнє походить від д.-рус. лодья, що змінилося внаслідок акання), староцерк.-слов. алъдии, лодии, пол. łódź, łódka, чеськ. lod', словен. ladja, прасл. *oldi- («човен»), пра-і.є. *aldh- («видовбана колода») і порівнюється з лит. aldija, eldija («човен»); споріднене з литовським aldija, eldila(«човен»), дав.-ісл. alda («хвиля»), норвезьке lolda («корито»), шведське lalla («продовгувата заглибина»), дан. olde і дав.-англ. ealdoþ («корито»), індоєвропейське *aldh- «„корито“». Окрім того, відомі застарілі українські слова, що також пов'язані з лодья: лодя («місце під зовнішнім колесом водяного млина»), лодва («дошка»), лодяк («плавучий млин»).

## Опис
Найбільш розповсюдженим типом лодії у східних слов'ян, що здійснювали походи по ріках, Чорному та Каспійському морях, була довбанка, видовбана з великого стовбура дуба чи липи. Для збільшення надводного борту звичайну лодію нарощували дошками і отримували «набійну, побойну лодію». Лодія мала весла, невелике вітрило, характеризувалась малою осадкою, яка давала змогу долати пороги. Розміри сягали до 20 м в довжину і 3 м в ширину (зверху). Для перетягування через волоки застосовувались котки з колод чи колеса.
Для бойових дій лодія мала дерев'яний таран. Кінці лодії робили загостреними, що дозволяло їм рухатись як носом, так і кормою, не розвертаючись, що мало велике значення в бойовій обстановці.
Південні лодії могли вміщувати до 60 осіб та до 15 тонн вантажів. На півночі лодія для дальніх морських плавань («заморська лодья») була плоскодонним судном, яке мало палубу для захисту гребців та воїнів, а також вітрильне спорядження. У XIII–XV століттях лодію будували довжиною до 25 м, шириною до 8 м, вантажопідйомністю 200 т та більше, з осадкою 1,2-3 м. Лодії, що використовувались в прибережних районах, мали менші розміри.
Розвиток мореплавства вимагав побудови кораблів великих розмірів. Кільові конструкції виявились при цьому міцнішими та мали кращі мореплавні якості. У зв'язку з цим будівництво лодій у XVIII столітті було припинено.